# 진두항 (옹진군)
진두항은 인천광역시 옹진군 영흥면 내리, 영흥도 섬에 있는 어항이다. '진두선착장'이라고 한다. 지방어항으로 지정하여 관리하고 있다. 시설관리자는 옹진군수이다.

## 어항구역
본 항의 어항구역은 다음과 같다.
- 아래의 ㉮ ㉯ ㉰ ㉱ ㉲지점을 연결한 선내의 해역 (168,000m2)
  - ㉮ : 진두항 동측선착장 시작부에서 북동방향으로 40m 이동한 지점 (X:417,263.35, Y:155,603.31), (37˚15′12.59″N, 126˚29′58.42″E)
  - ㉯ : ㉮점에서 S32˚E 방향으로 200m 이동한 지점 (X:417,093.54, Y:155,708.96), (37˚15′07.10″N, 126˚30′02.75″E)
  - ㉰ : ㉯점에서 정남 방향으로 400m 이동한 지점 (X:416,693.54, Y:155,708.96), (37˚14′54.12″N, 126˚30′02.83″E)
  - ㉱ : ㉰점에서 N73˚W방향으로 506m 이동한 지점 (X:416,838.38, Y:155,224.07), (37˚14′58.74″N, 126˚29′43.13″E)
  - ㉲ : ㉱점에서 정북 방향으로 400m 이동한 지점 (X:417,238.38, Y:155,224.07), (37˚15′11.71″N, 126˚29′43.04″E)
- 어항관련 사업으로 조성된 육역(선착장 등)
  - 3-43잡,3-44잡,8-12잡,8-14잡,8-85잡,9-86잡,8-90잡,9-91대,8-165대,8-166잡, 8-167잡,9-196잡,8-197잡,8-202잡,8-209대,8-213잡,8-224잡
  - 시유지 : 42,067m2